# Delta3d
Delta3d är ett open source-projekt som syftar till att skapa en fri spelmotor och mjukvara som hanterar 3D-objekt.